# Stuor Kartojaure
Stuor Kartojaure är en sjö i Gällivare kommun i Lappland och ingår i Luleälvens huvudavrinningsområde. Sjön har en area på 1,05 kvadratkilometer och ligger 446 meter över havet. Stuor Kartojaure ligger i Muddus Natura 2000-område.

## Delavrinningsområde
Stuor Kartojaure ingår i det delavrinningsområde (744583-169550) som SMHI kallar för Utloppet av Stuor Kartojaure. Medelhöjden är 469 meter över havet och ytan är 10,32 kvadratkilometer. Det finns inga avrinningsområden uppströms utan avrinningsområdet är högsta punkten. Vattendraget som avvattnar avrinningsområdet har biflödesordning 3, vilket innebär att vattnet flödar genom totalt 3 vattendrag innan det når havet efter 224 kilometer. Avrinningsområdet består mestadels av skog (59 procent) och sankmarker (31 procent). Avrinningsområdet har 1,06 kvadratkilometer vattenytor vilket ger det en sjöprocent på 10,2 procent.